# Latvijas kauss 2004
La Coppa di Lettonia 2004 (in lettone Latvijas kauss) è stata la 63ª edizione del torneo a eliminazione diretta. Il Ventspils ha vinto il trofeo per la seconda volta.

## Formula
Fu confermata la formula della precedente stagione, con tutti i turni ad eliminazione diretta e tutti giocati in gara unica.
Nei primi due turni giocarono esclusivamente squadre iscritte alla 2. Līga, mentre dal terzo turno entrarono in gioco le squadre della 1. Līga 2004; infine dagli ottavi di finale scesero in campo le otto formazioni di Virslīga 2004.

## Primo turno
Le gare si sono giocate il 2 maggio 2004.
| Squadra 1         | Risultato             | Squadra 2         |
| ----------------- | --------------------- | ----------------- |
| Abuls Smiltene    | 5 – 0                 | Kadaga            |
| Ilūkste           | 2 – 2 (dts) (4-3 dcr) | MSB Aluksne       |
| Marko/LSPA Rīga   | 6 – 0                 | Kauguri Jurmala   |
| Linde-N Kuldiga   | 1 – 0                 | UPTK-Miku Liepaja |
| OC Ventspils      | 1 – 3                 | Saldus/Broceni    |
| Super-Nova Slampe | 0 – 7                 | Ofriss Rīga       |
| AutoNet Dobele    | 2 – 1                 | Varavīksne        |
| Olaine            | 0 – 2                 | Jūrnieks          |

## Secondo turno
Le gare si sono giocate tra il 15 maggio e il 13 giugno 2004.
| Squadra 1                       | Risultato | Squadra 2       |
| ------------------------------- | --------- | --------------- |
| Aloja Starkelsen/Kauss Staicele | 3 – 2     | Kvarcs Madona   |
| Enkurs Rīga                     | 4 – 1     | FS Rīga         |
| Linde-N Kuldiga                 | 1 – 2     | AutoNet Dobele  |
| Ilūkste                         | 1 – 0     | Abuls Smiltene  |
| Saldus/Broceni                  | 4 – 3     | Ofriss Rīga     |
| Jūrnieks                        | 2 – 0     | Marko/LSPA Rīga |

## Terzo turno
Le gare si sono giocate tra il 22 e il 26 giugno 2004. In questo turno entrarono in scena le dieci squadre della 1. Līga che non erano formazioni riserve.
| Squadra 1                       | Risultato                 | Squadra 2             |
| ------------------------------- | ------------------------- | --------------------- |
| JFC Skonto Rīga                 | 5 – 0                     | Enkurs Rīga           |
| Fortuna/OSC Ogre                | 2 – 0                     | Balvu Vilki/ATU Balvi |
| Venta                           | 3 – 3 (8-9 dts) (3-5 dcr) | Zibens/Zemessardze    |
| Valmiera                        | 4 – 3                     | Ilūkste               |
| Aloja Starkelsen/Kauss Staicele | 5 – 4                     | Jelgava               |
| RFS/Flaminko Riga               | 4 – 0                     | AutoNet Dobele        |
| Dižvanagi Rēzekne               | 7 – 2                     | Alberts FK            |
| Jūrnieks                        | 4 – 4 (2-4 dts) (3-5 dcr) | Saldus/Broceni        |

## Ottavi di finale
Le partite si sono giocate il tra l'1 e il 20 luglio 2004. In questo turno entrarono in gioco le squadre partecipanti alla Virslīga, disputando tutte il rispettivo turno in trasferta.
| Squadra 1                       | Risultato | Squadra 2         |
| ------------------------------- | --------- | ----------------- |
| Dižvanagi Rēzekne               | 1 – 4     | Metalurgs Liepāja |
| RFS/Flaminko Riga               | 0 – 9     | Jūrmala           |
| Valmiera                        | 0 – 8     | Rīga              |
| Aloja Starkelsen/Kauss Staicele | 0 – 14    | Ventspils         |
| Zibens/Zemessardze              | 0 – 1     | Auda Ķekava       |
| Fortuna/OSC Ogre                | 0 – 13    | Skonto            |
| Saldus/Broceni                  | 0 – 9     | Ditton            |
| JFC Skonto Rīga                 | 0 – 3     | Dinaburg          |

## Quarti di finale
Le partite si sono giocate l'8 agosto 2004.
| Squadra 1   | Risultato             | Squadra 2         |
| ----------- | --------------------- | ----------------- |
| Ventspils   | 2 – 1                 | Dinaburg          |
| Rīga        | 1 – 1 (dts) (4-5 dcr) | Metalurgs Liepāja |
| Jūrmala     | 1 – 2                 | Skonto            |
| Auda Ķekava | 0 – 1                 | Ditton            |

## Semifinali
Le partite si sono giocate il 15 giugno 2004.
| Squadra 1 | Risultato | Squadra 2         |
| --------- | --------- | ----------------- |
| Skonto    | 2 – 1     | Metalurgs Liepāja |
| Ditton    | 0 – 2     | Ventspils         |

## Finale
| Arbitro: | Andrejs Sipailo |

|             |           |                      |
| Buitkus 86’ | Marcatori | 40’ Rimkus 71’ Bička |